# Marcilly-en-Gault
Marcilly-en-Gault település Franciaországban, Loir-et-Cher megyében. Lakosainak száma 742 fő (2022. január 1.). Marcilly-en-Gault La Ferté-Beauharnais, La Ferté-Imbault, Loreux, Millançay, Neung-sur-Beuvron, Saint-Viâtre és Selles-Saint-Denis községekkel határos.

## Népesség
A település népességének változása:
| Lakosok száma | 752  | 683  | 752  | 745  | 760  | 751  | 735  | 725  | 717  | 742  |
|               | 1968 | 1982 | 1990 | 2006 | 2013 | 2015 | 2017 | 2019 | 2020 | 2022 |